# Урсоая (Васлуй)
Урсоая (рум. Ursoaia) — село у повіті Васлуй в Румунії. Входить до складу комуни Івенешть.
Село розташоване на відстані 266 км на північ від Бухареста, 24 км на захід від Васлуя, 58 км на південь від Ясс, 144 км на північ від Галаца.

## Населення
За даними перепису населення 2002 року у селі проживали 333 особи, усі — румуни. Усі жителі села рідною мовою назвали румунську.